# Zedes
Zedes ist ein Ort und eine ehemalige Gemeinde (Freguesia) im portugiesischen Kreis Carrazeda de Ansiães. Die Gemeinde hatte 150 Einwohner (Stand 30. Juni 2011).
Am 29. September 2013 wurden die Gemeinden Zedes und Amedo zur neuen Gemeinde União das Freguesias de Amedo e Zedes zusammengeschlossen.